# Borderland - Linea di confine
Borderland è un film del 2007 diretto da Zev Berman. È liberamente tratto da casi avvenuti realmente.

## Trama
Tre amici, Ed, Phil ed Henry si trovano in vacanza in Messico, alla ricerca di emozioni forti, sesso e qualche funghetto allucinogeno. La loro vacanza viene interrotta dalla scomparsa di uno di loro, che durante la notte non fa ritorno in albergo. Il giorno dopo cominciano le ricerche e rivoltisi alla polizia locale, che ostentano aiuti, si imbattono invece in un poliziotto, Ramirez, che li aiuta. Ramirez ha informazioni e conosce il posto dove viene tenuto in ostaggio. Spiega loro che si tratta un gruppo di individui poco raccomandabili dediti alla santeria. Mentre tutti cercano di spiegare che la scelta di ritrovare l'amico si rivelerebbe una pessima scelta, gli affiliati della setta si mettono sulle loro tracce. Un altro di loro, Henry, viene prima pestato e poi ucciso. È la goccia che fa traboccare il vaso: Ed, con l'aiuto di Ramirez e di Valeria, la bellezza di turno incontrata sul posto, vuole a tutti i costi recuperare l'amico, creduto ancora vivo. Ma sul posto scoprono invece l'esatto opposto, Ramirez viene ferito, ma riescono comunque a scappare. Chiedono aiuto poco distanti dal luogo ad un abitante del luogo, ma gli adepti li raggiungono. Nel frattempo Ramirez muore, ma i due non demordono: si barricano in casa e riescono, a fatica, a far fuori tutti i componenti della setta.

## Luoghi delle riprese
- Ensenada, Baja California Norte, Messico
- Rosarito, Baja California Norte, Messico
- Tecate, Baja California Norte, Messico
- Tijuana, Baja California Norte, Messico

## Riconoscimenti
- 2007 - Fright Meter Awards
  - Nomination Miglior attore non protagonista a Rider Strong